# Dan Starkey
Dan Starkey es un actor británico.

## Biografía
Estudió en el Trinity Hall de Cambridge antes de entrenarse en el Bristol Old Viz (graduándose en 2006).
Interpretó al enfurecido solitario Simon en Muswell Hill de Tobern Betts en el Orange Tree Theatre de Richmond's en febrero y marzo de 2012, y fue nominado a mejor actor en los Premios de Teatro Off West End 2012. Desde 2008 ha hecho numerosas apariciones en la franquicia de Doctor Who interpretando a diferentes personajes Sontaran, notablemente al personaje recurrente de Strax desde 2011. Mide 1,58 metros de altura.

## Trabajos teatrales
- Los 39 Escalones: Gira por Reino Unido
- The Fitzrovia Radio Hour
- Muswell Hill de Torben Betts, Orange Tree Theatre, Richmond

## Filmografía
- Fix (2003) - Drifter
- Afternoon Plays (2008) - "HMS Surprise", "The Greater Good"
- The Sarah Jane Adventures: (The Man Who Never Was), 2011 - Plark
- Doctor Who: 
  - La estratagema Sontaran / El cielo envenenado, 2008 - Comandante Skorr
  - El fin del tiempo, 2010 -  Comandante Jask (sin acreditar)
  - Un hombre bueno va a la guerra, 2011 - Strax
  - El gran detective (minisodio) - Strax
  - Vastra investiga (minisodio) - Strax
  - Los hombres de nieve, 2012 - Strax
  - El horror escarlata, 2013 - Strax
  - El nombre del Doctor - Strax
  - Respira hondo, 2014 - Strax
- Magos vs Alienígenas, 2012 - Randal Moon